# Bilboko itsasadarra / Ría de Bilbao
Bilboko itsasadarra / Ría de Bilbao (baskiska: Bilboko itsasadarra) är en flodmynning i Spanien.   Den ligger i provinsen Bizkaia och regionen Baskien, i den norra delen av landet, 300 km norr om huvudstaden Madrid.